# Wahnheide
Der Stadtteil Wahnheide liegt im Südosten der Stadt Köln im Stadtbezirk Porz.

## Lage
Der Stadtteil Wahnheide grenzt im Norden und Osten an Grengel, im Süden an Lind und im Westen mit der Bundesautobahn 59 an Wahn und Elsdorf.

## Geschichte
Der Name Wahner Heide wurde erstmals im Jahre 1757 erwähnt. Matthias Ehmann brachte am 24. Dezember 1757 eine Karte mit dem Namen Karte der Wahner Heide vom 24.12.1757 mit Jagd, Grundbesitz und sonsten Gerechtsamen des Hauses Wahn heraus. Die Bezeichnung Wahnheide hingegen ist eine Verkürzung der Wahner Heide, einem Naturschutzgebiet und ehemaligen Truppenübungsplatz. Letzterem verdankt der Stadtteil, auf dessen Gebiet ursprünglich nur wenige Hütten und Häuser an der Biesel standen, seine Entstehung. Der im Jahre 1817 eröffnete und später auf das Gebiet der heutigen Stadtteile Eil, Grengel und Lind erweiterte Truppenübungsplatz machte die Unterbringung und Versorgung der übenden Soldaten erforderlich, wovon auch Privatleute profitierten, die sich daneben ansiedelten.
Im Jahr 1930 wurde in Wahnheide die Freiwillige Feuerwehr gegründet. Diese existiert noch heute, fusionierte jedoch 1995 mit der 1893 gegründeten Löschgruppe Wahn zur Löschgruppe „Wahn-Heide-Lind“.
Auf dem Gelände des Truppenübungsplatzes wurde im Jahre 1939 ein Fliegerhorst angelegt. Dieser bildete die Grundlage des heutigen Konrad-Adenauer-Flughafens und der Luftwaffenkaserne Wahn.

## Bevölkerungsstatistik
Struktur der Bevölkerung von Köln-Wahnheide (2021):
- Durchschnittsalter der Bevölkerung: 43,8 Jahre (Kölner Durchschnitt: 42,3 Jahre)
- Ausländeranteil: 19,9 % (Kölner Durchschnitt: 19,3 %)
- Arbeitslosenquote: 8,9 % (Kölner Durchschnitt: 8,6 %)

## Besonderheiten

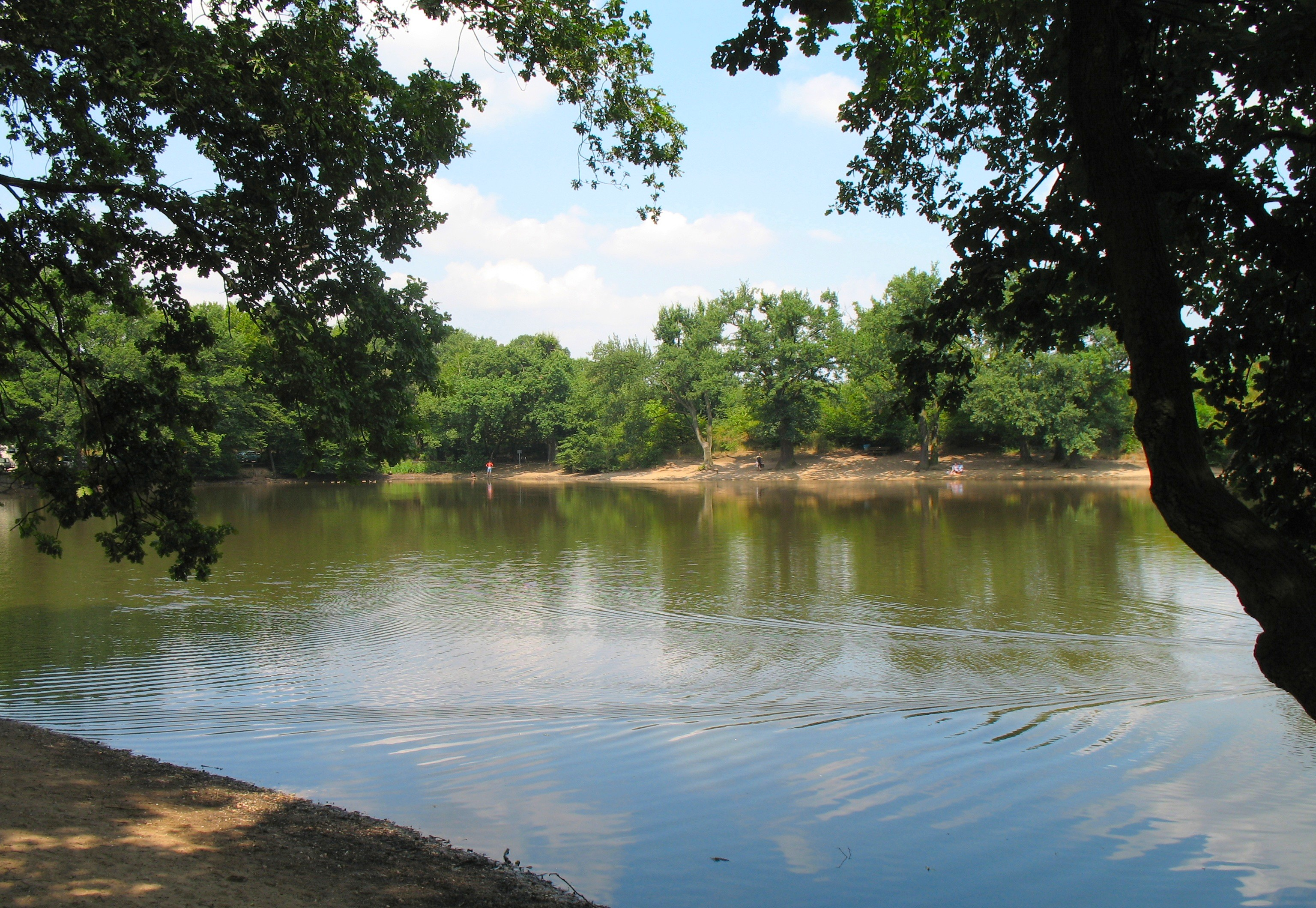
Unterer Scheuerteich

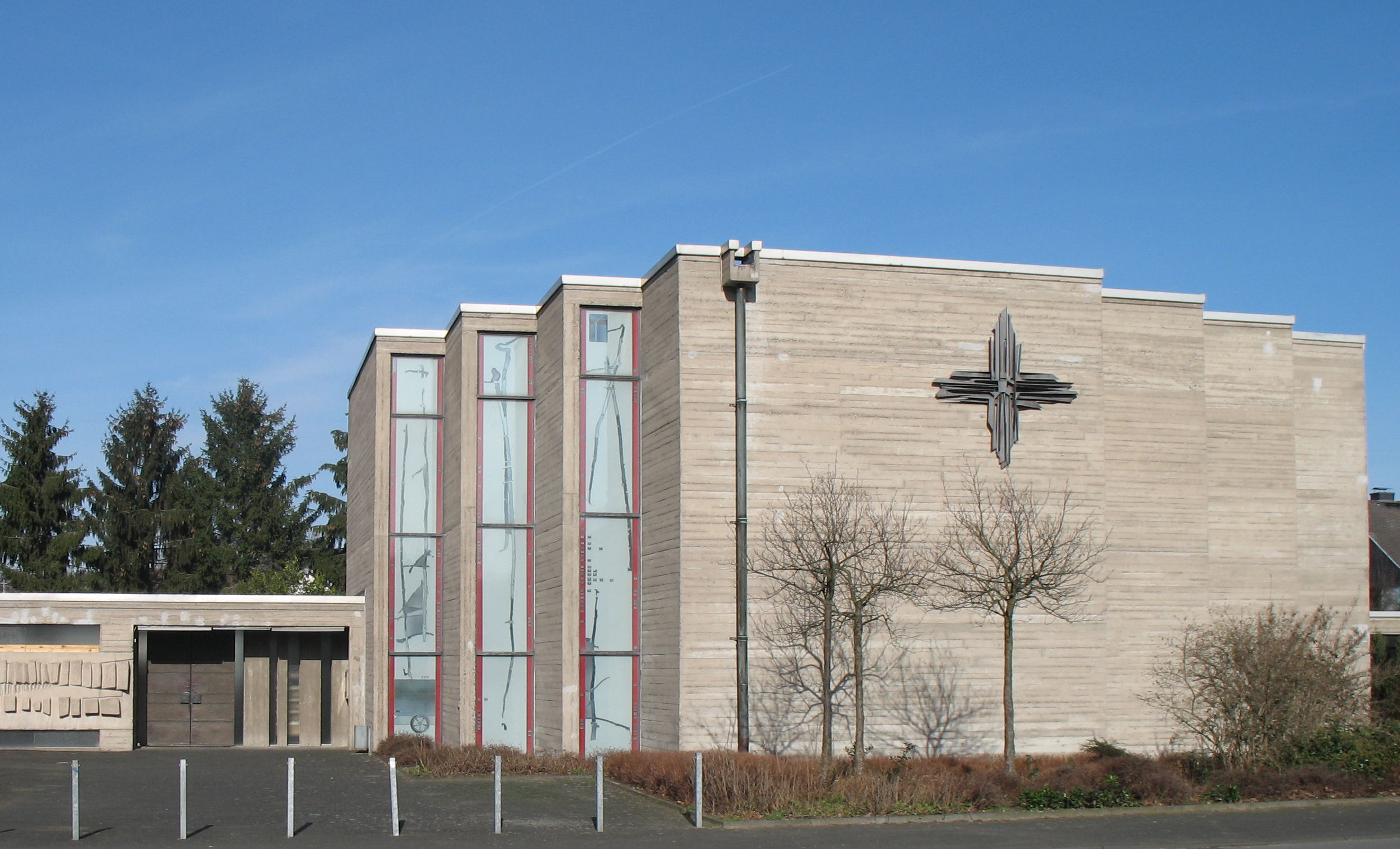
Evangelische Martin-Luther-Kirche

Wahnheide beherbergt die folgenden Einrichtungen:
- Landschaftsschutzgebiet Bieselwald
- Deutsches Zentrum für Luft- und Raumfahrt (DLR)
- Luftwaffenkaserne Wahn
- Bauspielplatz Senkelsgraben[3]
- Evangelische Martin-Luther-Kirche
- Katholische Christus-König-Kirche
- Gemeinschaftsgrundschule Heideschule
- Christus-König-Kindergarten